# طواف العالم للدراجات للسيدات 2024
طواف العالم للدراجات للسيدات 2024 (بالإنجليزية: 2024 UCI Women's World Tour) هو الموسم 9 من طواف العالم للدراجات للسيدات،  بدأ الموسم بسباق طواف سانتوس للسيدات 2024 في 12 يناير 2024.

## الفرق
| فرق سيدات عالمية (15)- إن إكس تي جي ريسينغ ‏ - كانيون–إس آر إيه إم ريسينغ 2024 ‏ - Ceratizit Pro Cycling ‏ - FDJ–Suez ‏ - بلانتور بورا سيلينج تيم ‏ - رالي سايكلنج 2024 ‏ - Lidl–Trek (women's team) ‏ - Liv AlUla Jayco ‏ - موفيستار للسيدات ‏ - فريق كوجياس ميتلر لوك برو للدراجات ‏ - فريق سنويب للسيدات ‏ - إس دي وركس ‏ - جامبو فيسما للسيدات ‏ - يو أي أيه تيم 2024 ‏ - فريق أونو إكس برو للدراجات للسيدات ‏ |  |
| |  |

## السباقات
| طواف العالم للدراجات للسيدات | طواف العالم للدراجات للسيدات                           | طواف العالم للدراجات للسيدات | طواف العالم للدراجات للسيدات | طواف العالم للدراجات للسيدات | طواف العالم للدراجات للسيدات |
| التاريخ                      | السباق                                                 | الفائز                       | الثاني                       | الثالث                       |                              |
| ---------------------------- | ------------------------------------------------------ | ---------------------------- | ---------------------------- | ---------------------------- | ---------------------------- |
| 12 – 14 يناير                | طواف سانتوس للسيدات                                    | Sarah Gigante ‏               | Nienke Vinke ‏                | Neve Bradbury ‏               |                              |
| 27 يناير                     | 2024 Cadel Evans Great Ocean Road Race (women's race) ‏ | Rosita Reijnhout ‏            | Dominika Włodarczyk ‏         | سيسيلي أوتوب لودفيغ          |                              |
| 8 – 11 فبراير                | طواف الإمارات للسيدات                                  | لوت كوبيكي                   | Neve Bradbury ‏               | مارغريتا فيكتوريا غارسيا     |                              |
| 24 فبراير                    | سباق أوملوب هيت نيوسبلاد للسيدات                       | ماريان فوس                   | لوت كوبيكي                   | إليسا ونغو بورغيني           |                              |
| 2 مارس                       | ستراد بينك للسيدات                                     | لوت كوبيكي                   | إليسا ونغو بورغيني           | ديمي فوليرينغ                |                              |
| 10 مارس                      | روند فان درينثي كأس العالم                             | لورينا ويبيس                 | إليسا بالسامو                | Puck Pieterse ‏               |                              |
| 17 مارس                      | تروفيو ألفريدو بيندا كومون دي سيتيجليو                 | إليسا بالسامو                | لوت كوبيكي                   | Puck Pieterse ‏               |                              |
| 21 مارس                      | ثلاثة أيام من دي بان للسيدات                           | إليسا بالسامو                | Charlotte Kool ‏              | Daria Pikulik ‏               |                              |
| 24 مارس                      | غنت-وفلجم للسيدات                                      | لورينا ويبيس                 | إليسا بالسامو                | كيارا كونسوني                |                              |
| 31 مارس                      | طواف فلاندرز للسيدات                                   | إليسا ونغو بورغيني           | كاتارزينا نيفيادوما          | شيرين فان أنروي              |                              |
| 6 أبريل                      | باريس روبيه للسيدات                                    | لوت كوبيكي                   | إليسا بالسامو                | فايفر جورجي                  |                              |
| 14 أبريل                     | سباق أمستل الذهبي للسيدات                              | ماريان فوس                   | لورينا ويبيس                 | Ingvild Gåskjenn ‏            |                              |
| 17 أبريل                     | فليش والون للسيدات                                     | كاتارزينا نيفيادوما          | ديمي فوليرينغ                | إليسا ونغو بورغيني           |                              |
| 21 أبريل                     | لييج-باستون-لييج للسيدات                               | غريس براون                   | إليسا ونغو بورغيني           | ديمي فوليرينغ                |                              |
| 28 أبريل – 5 مايو            | سباق سيراتزيت تشالنج                                   | ديمي فوليرينغ                | ريجان ماركوس                 | إليسا ونغو بورغيني           |                              |
| 10 – 12 مايو                 | دونوستيا سان سيباستيان كلاسيكوا للسيدات 2024 ‏          | ديمي فوليرينغ                | Mischa Bredewold ‏            | جولييت لابوس                 |                              |
| 16 – 19 مايو                 | فويلتا بورجوس للسيدات ‏                                 | ديمي فوليرينغ                | Évita Muzic ‏                 | Karlijn Swinkels ‏            |                              |
| 24 – 26 مايو                 | رايد لندن الكلاسيكي ‏                                   | لورينا ويبيس                 | Charlotte Kool ‏              | لوت كوبيكي                   |                              |
| 6 – 9 يونيو                  | طواف السيدات ‏                                          | لوت كوبيكي                   | آنا هندرسون                  | كريستين ماجروس               |                              |
| 15 – 18 يونيو                | تور دي سويس للسيدات ‏                                   | ديمي فوليرينغ                | Neve Bradbury ‏               | إليسا ونغو بورغيني           |                              |
| 7 – 14 يوليو                 | طواف إيطاليا للسيدات                                   | إليسا ونغو بورغيني           | لوت كوبيكي                   | Neve Bradbury ‏               |                              |
| 12 – 18 أغسطس                | طواف فرنسا للسيدات                                     | كاتارزينا نيفيادوما          | ديمي فوليرينغ                | Pauliena Rooijakkers ‏        |                              |
| 24 أغسطس                     | جي بي دي بلواي                                         | Mischa Bredewold ‏            | كلو ديجيرت                   | ليان ليبرت                   |                              |
| 27 أغسطس – 1 سبتمبر          | طواف سكاندينافيا 2024 ‏                                 | تم إلغاء السباق ‏             |                              |                              |                              |
| 6 – 8 سبتمبر                 | 2024 Tour de Romandie Féminin ‏                         | لوت كوبيكي                   | ديمي فوليرينغ                | Gaia Realini ‏                |                              |
| 8 – 13 أكتوبر                | هولاند ليديز تور                                       | لوت كوبيكي                   | فرانشيسكا كوش ‏               | Zoe Bäckstedt ‏               |                              |
| 15 – 17 أكتوبر               | طواف جزيرة تشونغ مينغ سباق المرحلة ‏                    | Marta Lach ‏                  | Mylène de Zoete ‏             | Scarlett Souren ‏             |                              |
| 20 أكتوبر                    | سباق قوانغشي للسيدات ‏                                  | ساندرا ألونسو                | Giada Borghesi ‏              | Marta Lach ‏                  |                              |

## وصلات خارجية
- الموقع الرسمي